# Trévillers
Trévillers – miejscowość i gmina we Francji, w regionie Burgundia-Franche-Comté, w departamencie Doubs.
Według danych na rok 1990 gminę zamieszkiwało 410 osób, a gęstość zaludnienia wynosiła 38 osób/km² (wśród 1786 gmin Franche-Comté Trévillers plasuje się na 370. miejscu pod względem liczby ludności, natomiast pod względem powierzchni na miejscu 391.).